# Frontiers in Human Neuroscience
Frontiers in Human Neuroscience is een internationaal, aan collegiale toetsing onderworpen open access wetenschappelijk tijdschrift op het gebied van de neurowetenschappen. De naam wordt in literatuurverwijzingen meestal afgekort tot Front. Hum. Neurosci. Het wordt uitgegeven door Frontiers en is opgericht in 2008.
Het tijdschrift publiceert onderzoek over de werkingsmechanismen van de menselijke hersenen die ten grondslag liggen aan de cognitie en het sociale gedrag van de mens.
Frontiers in Human Neuroscience is een volledig elektronisch tijdschrift; er is geen gedrukte versie. Er komen geen nummers van uit; elk artikel wordt afzonderlijk online gepubliceerd zodra het goedgekeurd en vormgegeven is.